# Ito Jinsai
Ito Jinsai (伊藤 仁斎) (tudi pod psevdonimom Keisai  敬斎), japonski filozof, učenjak, učitelj, sinologist, ustanovitelj privatne šole Kogido, *rojstvo 30. avgust 1627, Kjoto, Japonska, † smrt 5. april 1705, Kjoto, Japonska.
Je bil eden najbolj vplivnih konfucianskih filozofov Japonske. Konfucianizem je sistem mišljenja, katerega začetki segajo v čas antične Kitajske. Temelji na socialni in politični etiki, državni doktrini in sistemu vrednot tistega časa.  
Življenje
Ito Jinsai je najstarejši sin kjotskega trgovca Ita Ryoshitsuja. V najstniških letih je začel prebirati knjige o konfucianizmu, ki jih je njegov stric pustil njegovemu očetu.
V mladih letih se je Jinsai družil s kjotsko kulturno elito. Takrat je bil eden od družbenih razredov tudi razred chonin (町人,beseda v dobesednem prevodu pomeni meščan), kateremu je pripadal tudi Jinsai. Čeprav je imel nizek chonin status v sistemu, v katerem so dominirali samuraji, so bili kjotski chonini izjeme. Uživali so relativno večji prestiž, ker so ohranjali tradicionalno umetnost in obrti v antičnem kapitalu imperija. Zato da so lahko nadaljevali, so morali ostati v Kjotu, ki je predstavljal čisto drugačen svet, kakor je bil tisti, v katerem so samuraji vladali kruto in neusmiljeno.
Ko je bil star deset let, je pričel s svojo formalno izobrazbo pod vodstvom svojega strica po materni strani, Ōsukaja Kaiana (大須賀快庵), ki je bil priznan zdravnik. Jinsai je bil takrat učenec  neo-konfucianske šole, Cheng-Zhu.  
Ko je bil star 29 let, mu družina ni več mogla plačevati njegove šolnine. Ker je bil slaboten so se ga lotevale bolezni, ki jih danes označimo za nevrozo, ki je še poslabšala zdravje njegovega srca. Zbolel je tudi za tuberkulozo. To ga ni ustavilo na nadaljnji izobraževalni poti, saj je v teh letih raziskoval daoistične in budistične tekste. Daoizem je staro-kitajska tradicija in miselnost, ki pravi, da je narava tista, ki kontrolira kako se bodo stvari spremenile. Poleg tega je raziskoval tudi načela neo-konfucianstva Wanga Yangminga  王陽明.  
Leta 1662 po uničujočem potresu se je Jinsai, tedaj star 35 let, s trdno prenovljeno vero v načela klasičnega konfucianizma , vrnil v svojo družinsko rezidenco. Tam so se začeli srečevati Doshikaiji. Iz te Jinsaijeve šole je nastal Kogido, znan tudi kot njegova kogaku filozofija.  
Jinsai ni nikoli napisal kakršnekoli politične razprave, ampak iz njegovega mišljenja in njegovih pisanj, v katerih se fokusira na ljudi, je razvidno, da so njegove ideje politično liberalne.  
Jinsai je sam na različne načine pokazal, da je bil radikalni konfucianist. Bil je tudi nasprotnik idej, za katere je menil, da so bili izoblikovane v budističnih in daoističnih tradicijah ali pa, da so slabo vplivale na konfucianske ideje. Njegova nestrinjanja ne izvirajo iz njegovega konfucianskega radikalizma, temveč iz njegovega iskanja univerzalno sprejemljivega etičnega učenja.
Jinsai je šel še tako daleč, da je kritiziral eno od štirih knjig, Veliko učenje, ki je bila nekonfucijansko besedilo, s tem, da je napisal dopolnilni esej v svojem delu Gomo jigi, naslovljen »Daigaku wa Kōshi no isho ni arazaru” 大學非孔子之遺書辨.
Kasneje je Jinsaijev dom prizadela naravna katastrofa. Po tem je šel stran od doma in je ustanovil svojo slavno šolo, Kogido, kar je bil tudi velik osebni preskok zanj.  
Stališča
Jinsai je bil moralist in etik, ki je poskušal razumeti poučevanja, za katere je menil, da so bila resnica življenja in da so izražala filozofske odgovore proti razvijanju, za katere je menil, da so uničevali resničnega »dao« – pot človeštva.
Splošno je bil najbolj znan po svojem odkritem prepričanju o pomembnosti človeških čustev in njegovi ubeseditvi metafizike (filozofije, ki obravnava načela stvarnosti, ki so s čuti nedostopna, nespoznavna).
S svojim na novo najdenim spoštovanjem do družbe je bil v skrbeh, da bosta človeškost in človeška čustva postala preveč ločena z idejo Zhu Xija 朱熹 (1130–1200). Jinsaijeva šola Kogigaku je namreč kritizirala njegova načela, češ da niso uporabna v vsakdanjem življenju.  
Jinsai je bil konfucijanski filozof. Evropski naziv »konfucijanstvo« je smer dobila po najslavnejšem predstavniku te smeri, Konfuciju (Kong fuzi孔夫子). Poudarja pravilno vedenje, izogibanje konfliktov, dolžnost do skupnosti in spoštovanje starejših. Čeprav je Jinsaj poudarjal zahtevni značaj konfucijanske etike, ni bil nestrpen do človekovih naravnih želja. Rekel je na primer, »če bi presojali stvari v smislu ritualne pravilnosti in primernosti, bi ugotovili, da se občutki (jō 情) ujemajo z načinom in želje (yoku 欲) z ustreznostjo. Nič ni narobe z njimi.”
Bolj kot na katerega koli drugega učitelja ali knjigo je na Jinsaijevo pot učenjaka-filozofa vplivalo družbeno-politično okolje, v katerem se je rodil, tisto iz Kjotskega čōnina na Japonskem v zgodnji Tokugavi.
Dela
V svojem najslavnejšem delu Gomō jigi (pomen besed v Analektih in Menciju) zagovarja sistematičen filozofski pogled na svet za chonine ali meščane, ki so živeli v starodavni cesarski prestolnici, Kjotu, celo v dobi naraščajoče moči samurajev.
Ostala njegova dela so še Dōjimon (vprašanja otrok) Daigaku teihon (uveljavljeni tekst velikih znanj) Hakushimonjū (pripis k zbranim delom Bo Juyija. Nobeno od del ni prevedeno v slovenščino.
Viri
ACADEMIC: Ito Jinsai [internet].[citirano 26.11.2022]. Dostopno na naslovu:                     https://en-academic.com/dic.nsf/enwiki/3599154
Confucian beliefs? [internet].[citirano 26.11.2022]. Dostopno na naslovu: https://factsanddetails.com/china/cat3/sub9/item88.html
Ito Jinsai [internet].[citirano 26.11.2022]. Dostopno na naslovu: https://www.newworldencyclopedia.org/entry/Ito_Jinsai
Ogrizek, M. 2016. Pojmi poti, kreposti in dobrega v konfucijanskih naukih Itoja Jinsaja in Ogyuja Soraija. Znanstvena založba filozofske fakultete. (Letnik 10, številka 1)
Ito Jinsai's Gomo Jigi and the Philisophical Definition of Early modern Japan [citirano 2. 1. 2023]. Dostopno na naslovu: https://books.google.si/books/about/It%C5%8D_Jinsai_s_Gom%C5%8D_Jigi_and_the_Philoso.html?id=xkQc-lXHdH8C&redir_esc=y